# Theodor Kewitsch
Carl Theodor Blasius Kewitsch (* 3. Februar 1834 in Posilge, Westpreußen; † 18. Juli 1903 in Schöneberg bei Berlin) war ein Musiklehrer, Musikredakteur und Komponist in Westpreußen und Berlin.

## Leben
Der Vater Ferdinand Theodor Kewitsch war Lehrer und Organist, die Mutter war Anna Catharina, geborene Greifenhagen. Die Familie des Vaters war offenbar polnischer Herkunft (Kiewicz), die Mutter war wahrscheinlich jüdisch. Die Brüder Johannes und Alois wurden später Klavier- und Harmoniumbauer in Berlin bzw. in Warschau. Als der Junge ein Jahr alt war, zog die Familie nach Pelplin, wo er seine Kindheit verbrachte.
Etwa 1854 war Theodor Kewitsch Militärmusiker (Posaunist) im Infanterie-Regiment "von Borcke" Nr. 21 in Bromberg. Danach war er Lehrer und Organist in Wabcz, Schwetz und Graudenz. 1866 wurde er Musiklehrer am Königlichen Katholischen Lehrer-Seminar in Berent (heute Kościerzyna), 1873 Oberlehrer und 1884/85 kommissarischer Direktor (Direktoriatsverwalter). 1887 wurde Kewitsch im Alter von 53 Jahren vom Lehrerdienst pensioniert.
Er ging nach Berlin und war dort als Redakteur bei verschiedenen Musik- und Militärmusikzeitschriften tätig.
Theodor Kewitsch komponierte einige kleine Orchesterwerke, Militärmusik und Lieder, und bearbeitete einige Werke für andere Besetzungen.